# Cratere Fermat
Fermat è un cratere lunare di 37,77 km situato nella parte sud-orientale della faccia visibile della Luna, ad ovest di Rupes Altai, a est-nordest del più grande cratere Sacrobosco e a nordest dell'irregolare cratere Pons.
Il bordo di Fermat è eroso ed irregolare, ma ha ancora una raggiera esterna. L'orlo settentrionale è spezzato da un doppio cratere che include 'Fermat A'. Il fondo è relativamente piatto e non presenta alcun picco centrale.
Il cratere è dedicato al matematico francese Pierre de Fermat.

## Crateri correlati
Alcuni crateri minori situati in prossimità di Fermat sono convenzionalmente identificati, sulle mappe lunari, attraverso una lettera associata al nome.
| Fermat | Coordinate            | Diametro (in km) |
| ------ | --------------------- | ---------------- |
| A      | 21°49′48″S 19°36′00″E | 17,49            |
| B      | 23°04′48″S 21°05′24″E | 10,62            |
| C      | 21°06′00″S 18°28′12″E | 14,68            |
| D      | 20°13′12″S 17°58′48″E | 12,4             |
| E      | 19°57′00″S 19°52′12″E | 6,88             |
| F      | 22°08′24″S 20°08′24″E | 4,61             |
| G      | 19°26′24″S 19°59′24″E | 7,01             |
| H      | 23°09′00″S 20°39′36″E | 5,04             |
| P      | 23°40′48″S 19°26′24″E | 34,14            |